# Ražanac Mali (Zapadni Školj)
Koordinati:   44°19′03″N, 15°20′08″E
Ražanac Mali je majhen nenaseljen otoček v Jadranskem morju, ki pripada Hrvaški.
Ražanac Mali, ki je na nekaterih pomorskih kartah označen tudi kot Zapadni Školj, leži v Velebitskem kanalu severozahodno od naselja Ražanac, od katerega je oddaljen okoli 4,5 km. Površina otočka meri 0,046 km². Dolžina obalnega pasu je 0,98 km. Najvišji vrh je visok 8 mnm.